# Стручковий перець
Стручко́вий пе́рець  (Capsicum) — рід рослин з триби капсикумові (Capsiceae) родини пасльонові (Solanaceae). Не плутати з родом перець родини перцеві. Найчастіше в культурі зустрічаються капсикум овочевий [син. перець овочевий, перець болгарський] (Capsicum annuum), капсикум кайєнський [син. перець чилі, перець гострий, перець гіркий] (Capsicum frutescens), капсикум ягодоносний (Capsicum baccatum), капсикум китайський [син. хабанеро] (Capsicum chinense), капсикум пубесенс (Capsicum pubescens) (в порядку убування).

## Історія
Батьківщиною стручкового перцю є східні передгір'я Анд, які зараз є територією Болівії. І саме звідти ця рослина поширилася на всю територію нинішньої Латинської Америки — насамперед завдяки птахам, які скльовували яскраві стручки і розносили насіння перцю разом із послідом.
Приблизно в 7500 році до нашої ери перець почали вживати в їжу люди. Його стручки знайдені в похованнях на території Перу і Мексики. Після 5200 року до нашої ери перець одомашнили — раніше, аніж кукурудзу. Деякі дослідники відсувають час одомашнення ще на три, чи навіть на п'ять тисячоліть вглиб історії. Поширеною є гіпотеза про одомашнення перцю не в одному, а одразу в кількох місцях. Існує щонайменше два різновиди рослини, один з яких — так званий кущистий перець — можна пов'язати з Перу, а інший — однолітній — з Мексикою. Перуанці мовою кечуа стручки іменували «учу» (яке в аймара перетворилося на «уайку», а на Карибах — на «ачі»). Мексиканці використовували назву «чиль» — в перекладі місцевої мови науа «червоний».
Мая і ацтеки не лише додавали стручковий перець до страв, а й використовували як ліки, відганяли за його допомогою шкідників, а також застосовували як зброю і засіб покарання. Астекські легенди пов'язували цю рослину з богинею домашнього вогнища Чантіко. Згідно з Кодексом Теллеріано-Ременсіс Чантіко в час посту порушила заборону і з'їла рибу з перцем — що тоді був солодким. За це верховний бог Тонакатекутлі нібито перетворив її на лісового собаку Куаушопотль, а сам перець зробив пекучим. Димом від спалюваних стручків чилі астеки «викурювали» ворогів з укріплених сховищ.
Першим європейцем, який познайомився з стручковим перцем, був Христофор Колумб. Це сталося 15 січня 1493 року на острові Гаїті. І саме він назвав американську рослину перцем. Такий вибір пояснюють, що на Карибських островах він шукав індійські прянощі, насамперед чорний перець, і коли відчув пекучий смак, вирішив нову для нього рослину теж назвати перцем, але червоним. Судовий лікар експедиції Колумба Дієго Чанка, який побачив дивовижні стручки першим, розповідав, що ростуть вони на кущах, схожих на трояндові, і за розміром подібні до кориці. Ще один з членів екіпажу із здивуванням зазначив, що тубільці їли стручки так, «як ми їмо яблука».
За поясненнями П'єтро д'Ангьєра плоди стручкового перцю відрізнялися між собою — ті, які тубільці називали «карибами», були пекучими, то інші, що іменувалися «боньятом», мали швидше солодкий смак. Гонсало Фернандес де Ов'єдо і Вальдес, який через двадцять років побував на Панамському перешийку, стверджував, що солодкий перець, який вживали тамтешні мешканці, мав зелений колір (на відміну від пекучого червоного). Мешканці долини Ориноко використовували проти іспанських конкістадорів дим стручків чилі, які вони спалювали під час сутичок з нападниками.
На відкриття нової прянощі в Іспанії ніхто особливої уваги не звернув. Кущистий перець, привезений Колумбом, сприйняли насамперед як декоративну або ж в кращому випадку лікарську рослину і лише дохволили вирощувати в палацових і монастирських садах метрополії.
На відміну від іспанців, португальці взялися активно поширювати нову рослину — насамперед її однолітній різновид, який було легше вирощувати. Їхніми зусиллями він опинився спочатку на островах біля берегів Західної Африки та у Гвінеї, а потім у Південній Азії. В 1510 році португальці захопили Гоа, де одразу ж почали вирощувати червоний перець. Вже за кілька років колоніальні чиновники звітували, що американські прянощі дають чудовий врожай, а тубільці приймають їх з відкритими обіймами. Гостра місцева кухня була немов створена для червоного перцю, який отримав в індійців поетичну назву «маріші-пхалам», тобто «сонячний фрукт».
Індійці самі поширювали нову культуру і в своїй країні, і серед сусідів — зокрема у Бірмі та в Ірані. Португальці тим часом розбудовували мережу факторій-фортець, що мали контролювати торгівлю на величезному просторі від Адену й Ормузу на заході до Малакки та Молуккських островів на сході. І всюди візитною карткою колонізаторів був червоний перець. Навіть в Сіамі, де португальцям закріпитися не вдалося, чилі міцно «осів» — перетворившись на місцевий, «тайський перець».
За однолітньою рослиною настала черга її кущистого родича — його португальці вивезли з власної американської колонії у Бразилії спочатку до Анголи та Мозамбіку (де він отримав назву «пірі-пірі» від переінакшеного на місцевий лад латинського «піпера»), а потім і до своїх азійських володінь. Згодом з'явився ще й «китайський перець». Саме він дає найгостріші сорти стручків, відомі на сьогоднішній день.
Через тридцять років з часу відкриття в Індії вже вирощували аж три види стручків і навіть постачали їх до Європи. Кущистий перець почали вирощувати зрештою й на Філіппінах — під іменем «сілінг лабуйо». На острови його могли завезти вже іспанці — із завойованої ними на той час Мексики.
Швидкість, з якою поширювався перець, науковці пояснюють його невибагливістю, здатністю зростати навіть в несприятливому кліматі (а також в замкненому приміщенні, зокрема на кораблі), коротким терміном розвитку і надзвичайною продуктивністю. Зіграло свою роль і чітке «позиціонування», адже споживачі по всьому світу точно знали, чого чекати від стручків і розуміли, що використовувати їх треба як гостру приправу до страв.
Мешканці європейських метрополій звернули увагу на перець вже в 20-і роки XVI століття. Мешканці Південної Італії познайомилися з пекучими стручками не пізніше 1526 року і охрестили їх «пепероні» — тобто «великими перцями», адже вони й справді були в рази більшими за горошини чорного перцю, який італійською іменують «пепе». З Італії червоний перець потрапив до Далмації, Чорногорії та Албанії.
До Німеччини чилі потрапив із заходу, через Антверпен, який в XVI сторіччі був головним центром європейської торгівлі прянощами. Перша німецька згадка про червоний перець датована 1542 роком. Тут його частіше іменували «іспанським перцем». А німецький ботанік Леонарт Фукс в своєму славнозвісному трактаті, який містив перші в Європі докладні описи рослин, привезених з Нового Світу, назвав його «калікутським». Щонайменше з 1585 року з пекучими стручками були знайомі чехи, а в 1597 році про них згадували як про прянощі, давно відомі в Англії.
До Османської імперії чилі потрапив з Індії, під час воєн Сулеймана Пишного з португальцями. А вже османи поширили його в завойованих ними арабських землях, на Кавказі (зокрема в Грузії), і в більшості балканських країн. В багатьох тамтешніх державах стручковий перець досі називають «турецьким».
Угорці познайомилися з чилі в 1604 році — теж за османського посередництва, хоча угорська його назва, «паприка» має хорватські корені (від «папар» — перець), українці — під час козацьких рейдів на турецькі порти в 1606—1616 роках. 1616 роком датована перша згадка про червоний перець в російських рукописах.
На Далекий Схід стручковий перець міг потрапити через Бірму або Середню Азію. Але більшість дослідників схиляється до версії з португальцями, які в 1555 році заснували свою факторію в китайському Макао. Вперше пекучий перець був згаданий в китайському трактаті «Вісім книжок про принципи життя» в 1591 році — проте без роз'яснень його походження. Спочатку в екзотичному кущі бачили лише садову рослини і іменували «варварським перцем», що для китайців було швидше негативною «рекомендацією». В Сичуані і зараз використовують назву «морський перець» — це ще одне підтвердження «португальської» версії його поширення (хоча морським шляхом він міг потрапити до Китаю і з іспанських Філіппін).
В прибережних районах Китаю стручковий перець не набув великої популярності, натомість у розташованій в глибині континенту провінції Хунань з 1684 року цілком органічно увійшов до місцевої кухні. Вочевидь, так само, як і в Індії, на користь прибульця зіграла загальна схильність місцевих мешканців до гострішої кухні. Згодом переселенці з Хунані поширили його і в Сичуані, що також славиться пекучими стравами, — тут червоний перець вперше згаданий в 1749 році.
Схвальні відгуки про лікувальні властивості чилі містяться й в тибетському трактаті «Синій сапфір», складеному на межі XVII і XVIII сторіч. Мешканці Гуйчжоу в цей час використовували мелений червоний перець як замінник солі, що в цей час була в дефіциті. Саме в такій якості чилі утвердився в XVIII сторіччі і в Кореї, де увійшов до рецепту найпоширенішої місцевої страви — квашеної капусти кімчі.
Тубільці Північної Америки ще до приходу європейців харчувалися диким перцем. Але британські і французькі колоністи цієї звички в них не запозичили. І лише тоді, коли для роботи на місцевих плантаціях почали купувати темношкірих рабів, разом з ними і для їхнього харчування із Західної Африки завозити чилі, до якого поступово призвичаїлись і європейські переселенці.
Стручковий перець зрештою став першою спецією, яка поширилася цілим світом не лише як продукт, а саме як культура — саме тому чилі називають «глобальними прянощами» і навіть «піонером глобалізації». Його мандри стали справжніми «великими географічними відкриттями в кулінарії».
Загальне пом'якшення смаків у XVIII сторіччі сприяло поширенню поруч із пекучими сортами й солодких, які містили мінімальну дозу або взагалі не містили капсаїцину. Саме на такий перець звернув в 1699 році увагу англійський мандрівник і пірат Лайонел Вейфер у Панамі. В 1744 році солодкі стручки вже вирощували на Ямайці, не пізніше 1759 року сорт «бичий ніс» став відомим в Північній Америці, а до кінця сторіччя солодкий перець набув поширення у Південній Європі. До України він потрапив вже в XIX сторіччі через Балкани — можливо звідси й поширена назва «болгарський перець».
За допомогою пекучого стручкового перцю в 1830—1831 роках намагалися боротися з епідемією холери — з того часу особливої популярності він набув в Угорщині, де паприка перетворилася на справжній національний символ. Угорські вчені зробили великий внесок у хімічні розвідки, пов'язані з перцем. Ендре Годьош, скажімо, був серед тих науковців, які започаткували дослідження впливу пекучих речовин на слизову оболонку рота і шлунку. А Альберт Сент-Дьорді навіть отримав Нобелівську премію за виділення з паприки вітаміну С — хоча й, за його власним зізнанням, трохи несподівано для самого себе.

## Ботанічний опис
Як правило багаторічники, чагарники і напівчагарники. Листя цільні цілокраї. Квітки в розвилках стебел, одиночні або парні, іноді в пучках, основні кольори білий і фіолетовий, без малюнка або з фіолетовим або кремово-жовтим малюнком. Стебла як гладкі, так і опушені.

## Класифікація

### Таксономія
Рід Капсикум входить у підродину Solanoideae родини Пасльонові (Solanaceae) порядку Пасльоноцвіті (Solanales).